# Hellmut Walter

Hellmut Walter

Hellmut Winfried Walter, auch Helmut Walter, (* 2. März 1908 in Steinpleis; † 6. Dezember 1991 in Haar (bei München)) war ein deutscher Politiker (NSDAP).

## Leben und Wirken
Nach dem Besuch der Volksschule absolvierte Walter eine dreijährige Lehre in der Handelslehranstalt Werdau. Anschließend arbeitete er als Bankbeamter in den Filialen der Commerz- und Privat-Bank in Zwickau und Werdau, zuletzt als Bevollmächtigter der Reichsbankabrechnung und als Leiter der Scheckabteilung. 1929 schied Walter auf eigenen Wunsch bei der Bank aus, um in Hertels Eisengießerei in Werdau die Position eines Geschäftsführers zu übernehmen.
Politisch begann sich Walter 1922 in Kreisen der extremen politischen Rechten zu engagieren: Zunächst gehörte er bis 1926 den nationalsozialistischen Jugendverbänden Treudeutsch, Großdeutsche Jugend, Frontbann-Jugend und der Hitlerjugend (HJ) an. Ende 1926 wurde er Mitglied der SS (SS-Nummer 835); der NSDAP trat er im März 1927 bei (Mitgliedsnummer 57.857). Seit 1929 trat er als Parteiredner auf. Von 1929 bis 1934 fungierte Walter als Ortsgruppenleiter der NSDAP in Steinpleis. Zudem war er Unterbezirksleiter der NSDAP und Gemeindeverordneter von Steinpleis.
Nach der Machtübertragung an die Nationalsozialisten war Walter ab März 1934 hauptamtlicher Politischer Leiter der NSDAP. Zunächst Kreisamtsleiter der Nationalsozialistischen Volkswohlfahrt (NSV) für Zwickau und dortiger Kreisschulungsleiter der NSDAP. Nach der Amtsniederlegung von Erich Pitzschler wechselte er im Juni 1934 nach Dresden, wo er bis zum Ende des NS-Regimes 1945 Kreisleiter der NSDAP war. Von März 1936 bis zum Frühjahr 1945 saß Walter als Abgeordneter für den Wahlkreis 28 (Dresden-Bautzen) im nationalsozialistischen Reichstag. Des Weiteren war Walter Mitglied der Arbeitskammer Sachsen. In der Allgemeinen SS wurde Walter mehrfach befördert, zuletzt im Juni 1944 zum SS-Obersturmbannführer.
Während des Zweiten Weltkrieges meldete sich Walter im Juni 1940 freiwillig zur Waffen-SS. Zuletzt im Januar 1944 zum Obersturmführer der Reserve der Waffen-SS befördert, gehörte er unter anderem der SS-Freiwilligen-Gebirgs-Division „Prinz Eugen“ und dem V. SS-Gebirgskorps an. Im März 1944 wurde er unabkömmlich gestellt und nahm seine Tätigkeit als Kreisleiter für Dresden wieder auf.